# Pakubuwono VI van Surakarta
Pakubuwono VI van Surakarta (Kraton (paleis) van Surakarta, 26 april 1807- gestorven in ballingschap in Batu Gajah op Ambon op 2 juni 1849) was de zesde susuhunan van Surakarta. Hij regeerde van 5 september 1823 tot 14 juni 1830 toen zijn Nederlandse suzerein hem van de troon verwijderde en naar Ambon deporteerde. Pakubuwono VI werd op 18 september 1823 met de keizerskroon van Surakarta gekroond.

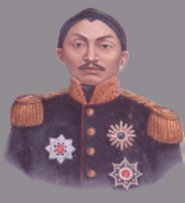
Pakubuwono VI met de drie sterren van de Soerakartrese orden; De Hoogste Ster, de Ster van Daendels op de rechterborst en de Ster van de Compagnie

De prins droeg als kind de naam "Bandara Radin Mas Sapardan" en heette als zelfregerend vorst "Z.H. Sampeyan Dalam ingkang Sinuhun Kanjeng Susuhanan Prabhu Sri Paku Buwono VI Senapati ing Alaga Ngah 'Abdu'l-Rahman Saiyid ud-din Panatagama [Sunan Bangun Tapa], Susuhunan van Surakarta. Na zijn afzetting werd hij "Radin Mas Supardan" genoemd.
In 1830 kon Nederland zijn gezag op Java ternauwernood handhaven omdat prins Diponegoro in opstand was gekomen tegen het koloniale gezag. Tijdens de Java-oorlog werd de onbetrouwbaar geachte Pakubuwono VI vervangen door zijn oom de 1796 geboren Radin Mas Gusti Malik-i-Salikan, de "Kanjeng Gusti Pangeran Adipati Arya Purbaya" zoon van Pakubuwono IV die op 14 juni 1830 door hem tot opvolger werd benoemd met de titel "Kanjeng Gusti Pangeran Adipati Anum Amangku Negara Sudibya Rajaputra Narendra ing Mataram" en hem dezelfde dag opvolgde.
Pakubuwono VI was moslim en hij huwde als regerend vorst vijf vrouwen. Na zijn aftreden huwde hij op Ambon de Chinese Nona Kui, dochter van Ki Ke Hing. De vorst verwekte drie zonen en vijf dochters. Zijn tweede zoon Radin Mas Gusti Duksina/Pangeran Adipati Anum Prabhu Vijaya werd in 1862 na de dood van zijn oudoom zèlf susuhunan van Surakarta met de titel Z.H. ingkang Sinuhun Kanjeng Susuhanan Sri Paku Buwana IX Senapati ing Alaga Ngah 'Abdu'l-Rahman Saiyid ud-din Panatagama, susuhunan van Surakarta onder de naam Pakubuwono IX van Surakarta.
Op portretten draagt de susuhunan die als eerste van zijn geslacht commandeur in de Orde van de Nederlandse Leeuw was net als andere Oosterse potentaten ook sterren van drie van zijn eigen orden. De juweliers in de kratons en ook aan de hoven in Brits-Indië vervaardigden sterren die vaak met diamanten werden versierd om meer indruk te maken.
Het lichaam van Pakubuwono VI werd naar Surakarta teruggebracht en rust in het mausoleum van de familie in Imagiri.

## Opvolging
- Opvolger van Pakubuwono V van Surakarta
- Opgevolgd door Pakubuwono VII van Surakarta